# Jesper Mattsson (Fußballspieler)
Jesper Mattsson (* 18. April 1968) ist ein schwedischer ehemaliger Fußballspieler. Der Abwehrspieler bestritt seine Karriere in seinem Heimatland und in England. Neben einem Einsatz als Auswahlspieler für die schwedische Nationalmannschaft stehen für ihn als Erfolge jeweils einmal der Gewinn des schwedischen Meistertitels und des Landespokals zu Buche.

## Werdegang
Mattsson kam als Nachwuchsspieler beim Visby IF Gute zu seinen ersten Einsätzen im Erwachsenenbereich. Später wechselte er zum Göteborger Klub BK Häcken, für den er zu seinen ersten Einsätzen in der Allsvenskan kam. Als der Verein am Ende der Spielzeit 1994 aus der höchsten schwedischen Spielklasse abstieg, wechselte er innerhalb der Meisterschaft zu Halmstads BK. Dort bildete er gemeinsam mit Tommy Anderson das Innenverteidigerduo, dass die von Mats Jingblad trainierte Mannschaft um Niklas Gudmundsson, Robert Andersson und Torbjörn Arvidsson auf den dritten Platz der Meisterschaft und ins Pokalendspiel gegen AIK führte. Dort war er neben Niclas Alexandersson und Peter Vougt einer der Torschützen, mit seinem Treffer zum 3:1-Endstand besiegelte er den Titelgewinn. Im Herbst war er an einem weiteren Highlight in der Klubgeschichte beteiligt, als Hinspiel im heimischen Örjans vall der AC Parma in der zweiten Runde des Europapokals der Pokalsieger 1995/96 mit einem 3:0-Erfolg besiegt wurde. Nach einer 0:4-Niederlage im Rückspiel verpasste die Mannschaft jedoch ein Weiterkommen gegen die hochfavorisierten Italiener, die letztlich ihrerseits im Viertelfinale am späteren Europapokalsieger Paris Saint-Germain scheiterten. Durch seine guten Leistungen hatte er sich in die Nationalelf gespielt, sein Einsatz gegen Island 1995 blieb jedoch sein einziger Länderspieleinsatz.
Nach einem Trainerwechsel – Tom Prahl beerbte den als Nachfolger des Serienmeistertrainers Roger Gustafsson vom IFK Göteborg abgeworbenen Jingblad – verpasste Mattsson mit der Mannschaft als Tabellensiebter zunächst eine Bestätigung der Erfolge, in der Spielzeit 1997 griffen jedoch die Änderungen am nunmehr offensiv ausgerichteten Spielsystem und die Mannschaft gewann – trotz acht Niederlagen in 26 Spielen – zum ersten Mal seit 1979 wieder die schwedische Meisterschaft. Anschließend blieb er noch eine Spielzeit beim Klub, die als Tabellenvierter beendet wurde.
Zum Januar 1999 wechselte Mattsson nach England zu Nottingham Forest in die Premier League. Sein Aufenthalt war jedoch von mehreren Verletzungen überschattet, so dass er nach einer schweren Knieverletzung frühzeitig seine aktive Laufbahn beenden musste. 
Nach seiner aktiven Karriere war Mattsson unter anderem als Experte und Kommentator für Canal Plus tätig.